# Maud Jayet
Maud Jayet (Lausana, 3 de abril de 1996) es una deportista suiza que compite en vela en la clase Laser Radial.
Ganó dos medallas de plata en el Campeonato Mundial de Laser Radial, en los años 2022 y 2023, y una medalla de plata en el Campeonato Europeo de Laser Radial de 2022.

## Palmarés internacional
| \| Campeonato Mundial \| Campeonato Mundial \| Campeonato Mundial \| Campeonato Mundial \| \| Año \| Lugar \| Medalla \| Clase \| \| ------------------ \| ---------------------- \| ------------------ \| ------------------ \| \| 2022 \| Kemah (Estados Unidos) \| Medalla de plata \| Laser Radial \| \| 2023 \| La Haya (Países Bajos) \| Medalla de plata \| Laser Radial \| \| Campeonato Europeo \| \| \| \| \| Año \| Lugar \| Medalla \| Clase \| \| 2022 \| Hyères (Francia) \| Medalla de plata \| Laser Radial \| |                        |                  |              |
| Campeonato Mundial |                        |                  |              |
| Año | Lugar                  | Medalla          | Clase        |
| 2022 | Kemah (Estados Unidos) | Medalla de plata | Laser Radial |
| 2023 | La Haya (Países Bajos) | Medalla de plata | Laser Radial |
| Campeonato Europeo |                        |                  |              |
| Año | Lugar                  | Medalla          | Clase        |
| 2022 | Hyères (Francia)       | Medalla de plata | Laser Radial |